# 1937年の相撲
1937年の相撲（1937ねんのすもう）は、1937年の相撲関係のできごとについて述べる。
1936年-1937年-1938年

## できごと
- 1月、新大関・双葉山、鏡岩が誕生（同時昇進）。
- 5月、大関・清水川引退。

## 本場所
- 1月場所
  - 幕内最高優勝：双葉山定次（立浪部屋）  - 11戦全勝（2場所連続2回目）[1]
- 5月場所
  - 幕内最高優勝：双葉山定次（立浪部屋） - 13戦全勝（3場所連続3回目）[1]

## 誕生
- 1月2日 - 四季の花範雄（最高位：十両13枚目、所属：高嶋部屋→吉葉山道場→宮城野部屋）
- 1月28日 - 栄太呂（元・副立呼出、所属：時津風部屋、+ 2012年【平成24年】）
- 3月18日 - 富士錦猛光（最高位：小結、所属：高砂部屋、+ 2003年【平成15年】）[2]
- 4月1日 - 三平（元・副立呼出、所属：高砂部屋）
- 4月20日 - 若駒健三（最高位：前頭8枚目、所属：花籠部屋、+ 2019年【令和元年】）[3]
- 4月29日 - 明武谷力伸（最高位：関脇、所属：高嶋部屋→吉葉山道場→宮城野部屋、+ 2024年【令和6年】）[4][5]
- 5月3日 - 幡龍洋賢三（最高位：十両17枚目、所属：出羽海部屋）
- 5月28日 - 廣川泰三（最高位：小結、所属：高嶋部屋→吉葉山道場→宮城野部屋、+ 1989年【平成元年】）[6]
- 6月30日 - 一乃矢藤太郎（最高位：前頭4枚目、所属：春日野部屋、+ 1977年【昭和52年】）[7]
- 7月6日 - 君錦利正（最高位：前頭3枚目、所属：立浪部屋、+ 2013年【平成25年】）[7]
- 7月18日 - 照ノ海十二（最高位：十両17枚目、所属：荒磯部屋→伊勢ヶ濱部屋）
- 7月21日 - 大野咲慎祐（最高位：十両4枚目、所属：伊勢ヶ濱部屋→荒磯部屋→伊勢ヶ濱部屋）
- 8月2日 - 大心昇（最高位：前頭8枚目、所属：高嶋部屋→吉葉山道場→宮城野部屋、+ 2012年【平成24年】）[8]
- 8月18日 - 豊山勝男（最高位：大関、所属：時津風部屋、第8代日本相撲協会理事長）[9]
- 8月31日 - 米吉（元・立呼出、所属：出羽海部屋→春日野部屋、+ 2021年【令和3年】）[10]
- 9月24日 - 若三杉彰晃（最高位：関脇、所属：花籠部屋、+ 1983年【昭和58年】）[2]
- 11月9日 - 濱ノ海芳正（最高位：十両10枚目、所属：伊勢ノ海部屋）
- 11月12日 - 伊達錦一成（最高位：十両16枚目、所属：出羽海部屋）
- 11月27日 - 西中憲四郎（最高位：十両7枚目、所属：立浪部屋）
- 11月30日 - 豊國範（最高位：小結、所属：時津風部屋）[11]
- 12月1日 - 天津風征夫（最高位：前頭3枚目、所属：時津風部屋、+ 2013年【平成25年】）[9]

## 死去
- 1月9日 - 大湊徳枩（最高位：前頭3枚目、所属：出羽海部屋、* 1876年【明治9年】）[12]
- 3月24日 - 佐賀ノ海初太郎（最高位：前頭6枚目、所属：出羽海部屋、* 1884年【明治17年】）[13]
- 11月6日 - 潮ヶ濱義夫（最高位：前頭11枚目、所属：高砂部屋、* 1897年【明治30年】）[14]
- 12月1日 - 朝光亀太郎（最高位：前頭6枚目、所属：出羽海部屋→朝日山部屋、* 1900年【明治33年】）[15]
- 12月4日 - 真鶴秀五郎（最高位：小結、所属：追手風部屋→朝日山部屋、* 1902年【明治35年】）[16]
- 12月13日 - 2代鬼竜山雷八（最高位：前頭筆頭、所属：粂川部屋→友綱部屋→粂川部屋、年寄：粂川、* 1876年【明治9年】）
- 12月17日 - 泉洋藤太郎（最高位：前頭7枚目、所属：井筒部屋、* 1896年【明治29年】）[17]
- 12月25日 - 12代式守伊之助（元・立行司、* 1859年【安政6年】）[18]